# ATP Challenger Series 1996
L'ATP Challenger Series è il secondo livello di tornei per professionisti organizzata dall'ATP. Il circuito prevede tornei con un montepremi che può variare da 25.000 a 150.000 dollari.

## Calendario

### Gennaio
| Data       | Torneo                                                                                         | Vincitori                               | Finalisti                       | Semifinalisti                        | Eliminati ai quarti                                        |
| ---------- | ---------------------------------------------------------------------------------------------- | --------------------------------------- | ------------------------------- | ------------------------------------ | ---------------------------------------------------------- |
| 22 gennaio | Intersport Heilbronn Open 1996 Heilbronn, Germania Cemento Indoor 100 000 $ Singolare - Doppio | Chris Woodruff 6–3, 6–3                 | Gianluca Pozzi                  | Martin Sinner Chris Wilkinson        | Anders Järryd Arne Thoms Wojciech Kowalski David Rikl      |
| 22 gennaio | Intersport Heilbronn Open 1996 Heilbronn, Germania Cemento Indoor 100 000 $ Singolare - Doppio | Lorenzo Manta Pavel Vízner 6–3, 7–6     | Diego Nargiso Udo Riglewski     | Martin Sinner Chris Wilkinson        | Anders Järryd Arne Thoms Wojciech Kowalski David Rikl      |
| 29 gennaio | Lippstadt Challenger 1996 Lippstadt, Germania Sintetico indoor 25 000 $ Singolare - Doppio     | Hendrik Dreekmann 6–3, 6–4              | Patrik Fredriksson              | Dennis van Scheppingen Magnus Norman | Jens Knippschild Radomír Vašek Nicolas Kiefer Andrei Pavel |
| 29 gennaio | Lippstadt Challenger 1996 Lippstadt, Germania Sintetico indoor 25 000 $ Singolare - Doppio     | T. J. Middleton Chris Woodruff 7–5, 7–5 | Jeff Belloli Aleksandar Kitinov | Dennis van Scheppingen Magnus Norman | Jens Knippschild Radomír Vašek Nicolas Kiefer Andrei Pavel |

### Febbraio
| Data        | Torneo                                                                                           | Vincitori                     | Finalisti              | Semifinalii                       | Eliminati ai quarti                                             |
| ----------- | ------------------------------------------------------------------------------------------------ | ----------------------------- | ---------------------- | --------------------------------- | --------------------------------------------------------------- |
| 5 febbraio  | Volkswagen Challenger 1996 Wolfsburg, Germania Sintetico Indoor 100 000 $ Singolare - Doppio     | Gianluca Pozzi 4–6, 7–6, 7–6  | Thomas Johansson       | Jörn Renzenbrink Lars Burgsmüller | Jens Knippschild Magnus Norman Karel Nováček Patrik Fredriksson |
| 5 febbraio  | Volkswagen Challenger 1996 Wolfsburg, Germania Sintetico Indoor 100 000 $ Singolare - Doppio     | Dirk Dier Arne Thoms 6–4, 6–4 | Jim Pugh Joost Winnink | Jörn Renzenbrink Lars Burgsmüller | Jens Knippschild Magnus Norman Karel Nováček Patrik Fredriksson |
| 12 febbraio | Hambüren Challenger 1996 Hambüren, Germania Sintetico Indoor 100 000 $ Singolare - Doppio        |                               |                        |                                   |                                                                 |
| 12 febbraio | Hambüren Challenger 1996 Hambüren, Germania Sintetico Indoor 100 000 $ Singolare - Doppio        |                               |                        |                                   |                                                                 |
| 19 febbraio | Challenger DCNS de Cherbourg 1996 Cherbourg, Francia Cemento Indoor 50 000 $ Singolare - Doppio  |                               |                        |                                   |                                                                 |
| 19 febbraio | Challenger DCNS de Cherbourg 1996 Cherbourg, Francia Cemento Indoor 50 000 $ Singolare - Doppio  |                               |                        |                                   |                                                                 |
| 19 febbraio | Punta del Este Challenger 1996 Punta del Este, Uruguay Terra rossa 25 000 $+H Singolare - Doppio |                               |                        |                                   |                                                                 |
| 19 febbraio |                                                                                                  |                               |                        |                                   |                                                                 |
| 26 febbraio | Hamburg Challenger 1996 Amburgo, Germania Sintetico Indoor 100 000 $ Singolare - Doppio          |                               |                        |                                   |                                                                 |
| 26 febbraio | Hamburg Challenger 1996 Amburgo, Germania Sintetico Indoor 100 000 $ Singolare - Doppio          |                               |                        |                                   |                                                                 |
| 26 febbraio | Challenger Salinas 1996 Salinas, Ecuador Cemento 25 000 $+H Singolare - Doppio                   |                               |                        |                                   |                                                                 |
| 26 febbraio |                                                                                                  |                               |                        |                                   |                                                                 |

### Marzo
| Data     | Torneo                                                                             | Vincitori | Finalisti | Semifinalii | Eliminati ai quarti |
| -------- | ---------------------------------------------------------------------------------- | --------- | --------- | ----------- | ------------------- |
| 4 marzo  | Bromma Challenger 1996 Bromma, Svezia Cemento Indoor 100 000 $ Singolare - Doppio  |           |           |             |                     |
| 4 marzo  | Bromma Challenger 1996 Bromma, Svezia Cemento Indoor 100 000 $ Singolare - Doppio  |           |           |             |                     |
| 4 marzo  | Indian Wells Challenger 1996 Indian Wells, USA Cemento 25 000 $ Singolare - Doppio |           |           |             |                     |
| 4 marzo  |                                                                                    |           |           |             |                     |
| 18 marzo | Agadir Challenger 1996 Agadir, Marocco Terra rossa 25 000 $ Singolare - Doppio     |           |           |             |                     |
| 18 marzo | Agadir Challenger 1996 Agadir, Marocco Terra rossa 25 000 $ Singolare - Doppio     |           |           |             |                     |

### Aprile
| Data      | Torneo | Vincitori | Finalisti | Semifinalii | Eliminati ai quarti |
| --------- | --- | --------- | --------- | ----------- | ------------------- |
| 1º aprile | Puerto Vallarta Challenger 1996 Puerto Vallarta, Messico Cemento 100 000 $ Singolare - Doppio                   |           |           |             |                     |
| 1º aprile | Puerto Vallarta Challenger 1996 Puerto Vallarta, Messico Cemento 100 000 $ Singolare - Doppio                   |           |           |             |                     |
| 1º aprile | West Bloomfield Pro Indoor USTA Challenger 1996 West Bloomfield, USA Cemento indoor 25 000 $ Singolare - Doppio |           |           |             |                     |
| 1º aprile | |           |           |             |                     |
| 8 aprile  | Nagoya Challenger 1996 Nagoya, Giappone Cemento 25 000 $ Singolare - Doppio                                     |           |           |             |                     |
| 8 aprile  | Nagoya Challenger 1996 Nagoya, Giappone Cemento 25 000 $ Singolare - Doppio                                     |           |           |             |                     |
| 8 aprile  | Tennis Napoli Cup 1996 Napoli, Italia Terra rossa 50 000 $+H Singolare - Doppio                                 |           |           |             |                     |
| 8 aprile  | |           |           |             |                     |
| 15 aprile | Malta Challenger 1996 Sliema, Malta Cemento 50 000 $+H Singolare - Doppio                                       |           |           |             |                     |
| 15 aprile | Malta Challenger 1996 Sliema, Malta Cemento 50 000 $+H Singolare - Doppio                                       |           |           |             |                     |
| 22 aprile | Birmingham Challenger 1996 Birmingham, USA Terra verde 50 000 $+H Singolare - Doppio                            |           |           |             |                     |
| 22 aprile | Birmingham Challenger 1996 Birmingham, USA Terra verde 50 000 $+H Singolare - Doppio                            |           |           |             |                     |
| 22 aprile | Fergana Challenger 1996 Fergana, Uzbekistan Cemento 50 000 $+H Singolare - Doppio                               |           |           |             |                     |
| 22 aprile | |           |           |             |                     |
| 22 aprile | Prague Challenger 1996 Praga, Repubblica Ceca Terra rossa 75 000 $ Singolare - Doppio                           |           |           |             |                     |
| 22 aprile | |           |           |             |                     |
| 29 aprile | Andijan Challenger 1996 Andijan, Uzbekistan Cemento 50 000 $+H Singolare - Doppio                               |           |           |             |                     |
| 29 aprile | Andijan Challenger 1996 Andijan, Uzbekistan Cemento 50 000 $+H Singolare - Doppio                               |           |           |             |                     |

### Maggio
| Data      | Torneo                                                                                      | Vincitori | Finalisti | Semifinalii | Eliminati ai quarti |
| --------- | ------------------------------------------------------------------------------------------- | --------- | --------- | ----------- | ------------------- |
| 6 maggio  | Bratislava Challenger 1996 Bratislava, Slovacchia Terra rossa 30 000 €+H Singolare - Doppio |           |           |             |                     |
| 6 maggio  | Bratislava Challenger 1996 Bratislava, Slovacchia Terra rossa 30 000 €+H Singolare - Doppio |           |           |             |                     |
| 6 maggio  | Jerusalem Challenger 1996 Gerusalemme, Israele Cemento 35 000 $+H Singolare - Doppio        |           |           |             |                     |
| 6 maggio  |                                                                                             |           |           |             |                     |
| 6 maggio  | BMW Ljubljana Open 1996 Lubiana, Slovenia Terra rossa 100 000 $+H Singolare - Doppio        |           |           |             |                     |
| 6 maggio  |                                                                                             |           |           |             |                     |
| 13 maggio | Dresden Challenger 1996 Dresda, Germania Terra rossa 100 000 $+H Singolare - Doppio         |           |           |             |                     |
| 13 maggio | Dresden Challenger 1996 Dresda, Germania Terra rossa 100 000 $+H Singolare - Doppio         |           |           |             |                     |
| 20 maggio | Budapest Challenger 1996 Budapest, Ungheria Terra rossa 35 000 $+H Singolare - Doppio       |           |           |             |                     |
| 20 maggio | Budapest Challenger 1996 Budapest, Ungheria Terra rossa 35 000 $+H Singolare - Doppio       |           |           |             |                     |
| 27 maggio | Pekao Open 1996 Stettino, Polonia Terra 106 000 €+H Singolare - Doppio                      |           |           |             |                     |
| 27 maggio | Pekao Open 1996 Stettino, Polonia Terra 106 000 €+H Singolare - Doppio                      |           |           |             |                     |

### Giugno
| Data      | Torneo                                                                                 | Vincitori | Finalisti | Semifinalii | Eliminati ai quarti |
| --------- | -------------------------------------------------------------------------------------- | --------- | --------- | ----------- | ------------------- |
| 3 giugno  | Annenheim Challenger 1996 Annenheim, Austria Erba 30 000 €+H Singolare - Doppio        |           |           |             |                     |
| 3 giugno  | Annenheim Challenger 1996 Annenheim, Austria Erba 30 000 €+H Singolare - Doppio        |           |           |             |                     |
| 3 giugno  | Schickedanz Open 1996 Fürth, Germania Terra rossa 30 000 €+H Singolare - Doppio        |           |           |             |                     |
| 3 giugno  |                                                                                        |           |           |             |                     |
| 3 giugno  | Medellin Challenger 1996 Medellín, Colombia Terra rossa 30 000 €+H Singolare - Doppio  |           |           |             |                     |
| 3 giugno  |                                                                                        |           |           |             |                     |
| 10 giugno | Cali Challenger 1996 Cali, Colombia Terra rossa 42 000 €+H Singolare - Doppio          |           |           |             |                     |
| 10 giugno | Cali Challenger 1996 Cali, Colombia Terra rossa 42 000 €+H Singolare - Doppio          |           |           |             |                     |
| 10 giugno | Weiden Challenger 1996 Weiden, Germania Terra rossa 35 000 $+H Singolare - Doppio      |           |           |             |                     |
| 10 giugno |                                                                                        |           |           |             |                     |
| 10 giugno | Zagreb Open 1996 Zagabria, Croazia Terra rossa 50 000 $+H Singolare - Doppio           |           |           |             |                     |
| 10 giugno |                                                                                        |           |           |             |                     |
| 17 giugno | Bogotà Challenger 1996 Bogotà, Colombia Terra rossa 42 000 €+H Singolare - Doppio      |           |           |             |                     |
| 17 giugno | Bogotà Challenger 1996 Bogotà, Colombia Terra rossa 42 000 €+H Singolare - Doppio      |           |           |             |                     |
| 17 giugno | Eisenach Challenger 1996 Eisenach, Germania Terra rossa 106 000 €+H Singolare - Doppio |           |           |             |                     |
| 17 giugno |                                                                                        |           |           |             |                     |
| 17 giugno | Kosice Challenger 1996 Košice, Slovacchia Terra rossa 100 000 $+H Singolare - Doppio   |           |           |             |                     |
| 17 giugno |                                                                                        |           |           |             |                     |
| 24 giugno | Nord LB Open 1996 Braunschweig, Germania Terra rossa 106 000 €+H Singolare - Doppio    |           |           |             |                     |
| 24 giugno | Nord LB Open 1996 Braunschweig, Germania Terra rossa 106 000 €+H Singolare - Doppio    |           |           |             |                     |

### Luglio
| Data      | Torneo                                                                                                | Vincitori | Finalisti | Semifinalii | Eliminati ai quarti |
| --------- | --- | --------- | --------- | ----------- | ------------------- |
| 1º luglio | Montauban Challenger 1996 Montauban, Francia Terra rossa 42 000 €+H Singolare - Doppio                |           |           |             |                     |
| 1º luglio | Montauban Challenger 1996 Montauban, Francia Terra rossa 42 000 €+H Singolare - Doppio                |           |           |             |                     |
| 1º luglio | Ulm Challenger 1996 Ulma, Germania Terra rossa 42 000 €+H Singolare - Doppio                          |           |           |             |                     |
| 1º luglio | |           |           |             |                     |
| 1º luglio | Venice Challenger 1996 Venezia, Italia Terra rossa 42 000 €+H Singolare - Doppio                      |           |           |             |                     |
| 1º luglio | |           |           |             |                     |
| 8 luglio  | West of England Challenger 1996 Bristol, Gran Bretagna Erba 42 000 €+H Singolare - Doppio             |           |           |             |                     |
| 8 luglio  | West of England Challenger 1996 Bristol, Gran Bretagna Erba 42 000 €+H Singolare - Doppio             |           |           |             |                     |
| 8 luglio  | Oberstaufen Cup 1996 Oberstaufen, Germania Terra rossa 30 000 € Singolare - Doppio                    |           |           |             |                     |
| 8 luglio  | |           |           |             |                     |
| 8 luglio  | Ostend Challenger 1996 Ostenda, Belgio Terra rossa 30 000 € Singolare - Doppio                        |           |           |             |                     |
| 8 luglio  | |           |           |             |                     |
| 8 luglio  | São Paulo Challenger 1996 San Paolo, Brasile Cemento 100 000 $ Singolare - Doppio                     |           |           |             |                     |
| 8 luglio  | |           |           |             |                     |
| 15 luglio | Manchester Trophy 1996 Manchester, Gran Bretagna Erba 30 000 € Singolare - Doppio                     |           |           |             |                     |
| 15 luglio | Manchester Trophy 1996 Manchester, Gran Bretagna Erba 30 000 € Singolare - Doppio                     |           |           |             |                     |
| 15 luglio | Challenger ATP Club Premium Open 1996 Quito, Ecuador Terra 35 000 $+H Singolare - Doppio              |           |           |             |                     |
| 15 luglio | |           |           |             |                     |
| 15 luglio | Siemens Open 1996 Scheveningen, Paesi Bassi Terra rossa 85 000 € Singolare - Doppio                   |           |           |             |                     |
| 15 luglio | |           |           |             |                     |
| 15 luglio | Tampere Open 1996 Tampere, Finlandia Terra rossa 42 000 € Singolare - Doppio                          |           |           |             |                     |
| 15 luglio | |           |           |             |                     |
| 22 luglio | Comerica Bank Challenger 1996 Aptos, Stati Uniti Cemento 75 000 $ Singolare - Doppio                  |           |           |             |                     |
| 22 luglio | Comerica Bank Challenger 1996 Aptos, Stati Uniti Cemento 75 000 $ Singolare - Doppio                  |           |           |             |                     |
| 29 luglio | Istanbul Challenger 1996 Istanbul, Turchia Cemento 100 000 $+H Singolare - Doppio                     |           |           |             |                     |
| 29 luglio | Istanbul Challenger 1996 Istanbul, Turchia Cemento 100 000 $+H Singolare - Doppio                     |           |           |             |                     |
| 29 luglio | Fifth Third Bank Tennis Championships 1996 Lexington, Stati Uniti Cemento 50 000 $ Singolare - Doppio |           |           |             |                     |
| 29 luglio | |           |           |             |                     |
| 29 luglio | Merano Challenger 1996 Merano, Italia Terra rossa 75 000 $ Singolare - Doppio                         |           |           |             |                     |
| 29 luglio | |           |           |             |                     |

### Agosto
| Data      | Torneo                                                                                               | Vincitori | Finalisti | Semifinalii | Eliminati ai quarti |
| --------- | --- | --------- | --------- | ----------- | ------------------- |
| 5 agosto  | BH Tennis Open International Cup 1996 Belo Horizonte, Brasile Cemento 35 000 $+H Singolare - Doppio  |           |           |             |                     |
| 5 agosto  | BH Tennis Open International Cup 1996 Belo Horizonte, Brasile Cemento 35 000 $+H Singolare - Doppio  |           |           |             |                     |
| 5 agosto  | Levene Gouldin & Thompson Tennis Challenger 1996 Binghamton, USA Cemento 50 000 $ Singolare - Doppio |           |           |             |                     |
| 5 agosto  | |           |           |             |                     |
| 5 agosto  | Pilzen Challenger 1996 Plzeň, Repubblica Ceca Cemento 50 000 $ Singolare - Doppio                    |           |           |             |                     |
| 5 agosto  | |           |           |             |                     |
| 5 agosto  | Open Castilla y León 1996 Segovia, Spagna Cemento 125 000 $+H Singolare - Doppio                     |           |           |             |                     |
| 5 agosto  | |           |           |             |                     |
| 12 agosto | Alicante Challenger 1996 Alicante, Spagna Terra rossa 125 000 $+H Singolare - Doppio                 |           |           |             |                     |
| 12 agosto | Alicante Challenger 1996 Alicante, Spagna Terra rossa 125 000 $+H Singolare - Doppio                 |           |           |             |                     |
| 12 agosto | GHI Bronx Tennis Classic 1996 Bronx, USA Cemento 50 000 $ Singolare - Doppio                         |           |           |             |                     |
| 12 agosto | |           |           |             |                     |
| 12 agosto | Poznań Challenger 1996 Poznań, Polonia Terra rossa 50 000 $ Singolare - Doppio                       |           |           |             |                     |
| 12 agosto | |           |           |             |                     |
| 19 agosto | IPP Trophy 1996 Ginevra, Svizzera Terra rossa 35 000 $+H Singolare - Doppio                          |           |           |             |                     |
| 19 agosto | IPP Trophy 1996 Ginevra, Svizzera Terra rossa 35 000 $+H Singolare - Doppio                          |           |           |             |                     |
| 19 agosto | S Tennis Masters Challenger 1996 Graz, Austria Terra rossa 30 000 €+H Singolare - Doppio             |           |           |             |                     |
| 19 agosto | |           |           |             |                     |
| 26 agosto | Alpirsbach Challenger 1996 Alpirsbach, Germania Terra rossa 30 000 €+H Singolare - Doppio            |           |           |             |                     |
| 26 agosto | Alpirsbach Challenger 1996 Alpirsbach, Germania Terra rossa 30 000 €+H Singolare - Doppio            |           |           |             |                     |
| 26 agosto | Samarkand Challenger 1996 Samarcanda, Uzbekistan Terra rossa 30 000 €+H Singolare - Doppio           |           |           |             |                     |
| 26 agosto | |           |           |             |                     |

### Settembre
| Data         | Torneo                                                                                          | Vincitori | Finalisti | Semifinalii | Eliminati ai quarti |
| ------------ | ----------------------------------------------------------------------------------------------- | --------- | --------- | ----------- | ------------------- |
| 2 settembre  | Aruba Challenger 1996 Aruba, Aruba Cemento 50 000 $ Singolare - Doppio                          |           |           |             |                     |
| 2 settembre  | Aruba Challenger 1996 Aruba, Aruba Cemento 50 000 $ Singolare - Doppio                          |           |           |             |                     |
| 2 settembre  | Azores Challenger 1996 Azzorre, Portogallo Cemento 50 000 $ Singolare - Doppio                  |           |           |             |                     |
| 2 settembre  |                                                                                                 |           |           |             |                     |
| 2 settembre  | Brașov Challenger 1996 Brașov, Romania Terra 35 000 $+H Singolare - Doppio                      |           |           |             |                     |
| 2 settembre  |                                                                                                 |           |           |             |                     |
| 2 settembre  | Unicredit Czech Open 1996 Prostějov, Repubblica Ceca Terra rossa 127 000 €+H Singolare - Doppio |           |           |             |                     |
| 2 settembre  |                                                                                                 |           |           |             |                     |
| 2 settembre  | Tashkent Challenger 1996 Tashkent, Uzbekistan Terra rossa 50 000 $ Singolare - Doppio           |           |           |             |                     |
| 2 settembre  |                                                                                                 |           |           |             |                     |
| 9 settembre  | Budapest Challenger 2 1996 Budapest, Ungheria Terra rossa 35 000 $+H Singolare - Doppio         |           |           |             |                     |
| 9 settembre  | Budapest Challenger 2 1996 Budapest, Ungheria Terra rossa 35 000 $+H Singolare - Doppio         |           |           |             |                     |
| 9 settembre  | Madras Challenger 1996 Madras, India Cemento 35 000 $+H Singolare - Doppio                      |           |           |             |                     |
| 9 settembre  |                                                                                                 |           |           |             |                     |
| 9 settembre  | Olbia Challenger 1996 Olbia, Italia Cemento 42 000 €+H Singolare - Doppio                       |           |           |             |                     |
| 9 settembre  |                                                                                                 |           |           |             |                     |
| 16 settembre | Bad Saarow Challenger 1996 Bad Saarow, Germania Terra rossa 42 000 €+H Singolare - Doppio       |           |           |             |                     |
| 16 settembre | Bad Saarow Challenger 1996 Bad Saarow, Germania Terra rossa 42 000 €+H Singolare - Doppio       |           |           |             |                     |
| 16 settembre | Budva Challenger 1996 Budua, Jugoslavia Terra rossa 42 000 €+H Singolare - Doppio               |           |           |             |                     |
| 16 settembre |                                                                                                 |           |           |             |                     |
| 16 settembre | Oporto Challenger 1996 Porto, Portogallo Terra rossa 42 000 €+H Singolare - Doppio              |           |           |             |                     |
| 16 settembre |                                                                                                 |           |           |             |                     |
| 23 settembre | Beijing Challenger 1996 Pechino, Cina Cemento 42 000 €+H Singolare - Doppio                     |           |           |             |                     |
| 23 settembre | Beijing Challenger 1996 Pechino, Cina Cemento 42 000 €+H Singolare - Doppio                     |           |           |             |                     |
| 23 settembre | Copa Sevilla 1996 Siviglia, Spagna Terra gialla 42 000 €+H Singolare - Doppio                   |           |           |             |                     |
| 23 settembre |                                                                                                 |           |           |             |                     |
| 23 settembre | Macedonian Open 1996 Skopje, Macedonia Terra rossa 35 000 $+H Singolare - Doppio                |           |           |             |                     |
| 23 settembre |                                                                                                 |           |           |             |                     |
| 23 settembre | JSM Challenger 1996 Urbana, USA Cemento 25 000 $+H Singolare - Doppio                           |           |           |             |                     |
| 23 settembre |                                                                                                 |           |           |             |                     |
| 30 settembre | Monterrey Challenger 1996 Monterrey, Messico Cemento 25 000 $+H Singolare - Doppio              |           |           |             |                     |
| 30 settembre | Monterrey Challenger 1996 Monterrey, Messico Cemento 25 000 $+H Singolare - Doppio              |           |           |             |                     |

### Ottobre
| Data       | Torneo                                                                                             | Vincitori | Finalisti | Semifinalii | Eliminati ai quarti |
| ---------- | -------------------------------------------------------------------------------------------------- | --------- | --------- | ----------- | ------------------- |
| 7 ottobre  | Ciutat de Barcelona 1996 Barcellona, Spagna Terra rossa 50 000 $+H Singolare - Doppio              |           |           |             |                     |
| 7 ottobre  | Ciutat de Barcelona 1996 Barcellona, Spagna Terra rossa 50 000 $+H Singolare - Doppio              |           |           |             |                     |
| 14 ottobre | Cairo Challenger 1996 Il Cairo, Egitto Terra rossa 100 000 $ Singolare - Doppio                    |           |           |             |                     |
| 14 ottobre | Cairo Challenger 1996 Il Cairo, Egitto Terra rossa 100 000 $ Singolare - Doppio                    |           |           |             |                     |
| 14 ottobre | Mallorca Challenger 1996 Maiorca, Spagna Terra rossa 35 000 $+H Singolare - Doppio                 |           |           |             |                     |
| 14 ottobre | |           |           |             |                     |
| 14 ottobre | Tanagura Challenger 1996 Tanagura, Giappone Cemento 25 000 $ Singolare - Doppio                    |           |           |             |                     |
| 14 ottobre | |           |           |             |                     |
| 21 ottobre | Brest Challenger 1996 Brest, Francia Cemento indoor 35 000 $+H Singolare - Doppio                  |           |           |             |                     |
| 21 ottobre | Brest Challenger 1996 Brest, Francia Cemento indoor 35 000 $+H Singolare - Doppio                  |           |           |             |                     |
| 21 ottobre | Seoul Challenger Tennis 1996 Seul, Corea del Sud Terra rossa 35 000 €+H Singolare - Doppio         |           |           |             |                     |
| 21 ottobre | |           |           |             |                     |
| 28 ottobre | Lambertz Open by STAWAG 1996 Aquisgrana, Germania Sintetico (indoor) 42 000 €+H Singolare - Doppio |           |           |             |                     |
| 28 ottobre | Lambertz Open by STAWAG 1996 Aquisgrana, Germania Sintetico (indoor) 42 000 €+H Singolare - Doppio |           |           |             |                     |
| 28 ottobre | Ahmedabad Challenger 1996 Ahmedabad, India Terra rossa 50 000 $+H Singolare - Doppio               |           |           |             |                     |
| 28 ottobre | |           |           |             |                     |

### Novembre
| Data        | Torneo                                                                                         | Vincitori | Finalisti | Semifinalii | Eliminati ai quarti |
| ----------- | ---------------------------------------------------------------------------------------------- | --------- | --------- | ----------- | ------------------- |
| 4 novembre  | Neumunster Challenger 1996 Neumünster, Germania Sintetico indoor 50 000 $+H Singolare - Doppio |           |           |             |                     |
| 4 novembre  | Neumunster Challenger 1996 Neumünster, Germania Sintetico indoor 50 000 $+H Singolare - Doppio |           |           |             |                     |
| 11 novembre | Andorra Challenger 1996 Andorra, Andorra Cemento indoor 35 000 $+H Singolare - Doppio          |           |           |             |                     |
| 11 novembre | Andorra Challenger 1996 Andorra, Andorra Cemento indoor 35 000 $+H Singolare - Doppio          |           |           |             |                     |
| 11 novembre | Campinas Challenger 1996 Campinas, Brasile Terra rossa 35 000 $+H Singolare - Doppio           |           |           |             |                     |
| 11 novembre |                                                                                                |           |           |             |                     |
| 11 novembre | Reunion Island Challenger 1996 Riunione, Francia Cemento 50 000 $+H Singolare - Doppio         |           |           |             |                     |
| 11 novembre |                                                                                                |           |           |             |                     |
| 18 novembre | Austin Challenger 1996 Austin, USA Cemento 50 000 $+H Singolare - Doppio                       |           |           |             |                     |
| 18 novembre | Austin Challenger 1996 Austin, USA Cemento 50 000 $+H Singolare - Doppio                       |           |           |             |                     |
| 18 novembre | Mauritius Challenger 1996 Mauritius, Mauritius Erba 50 000 $+H Singolare - Doppio              |           |           |             |                     |
| 18 novembre |                                                                                                |           |           |             |                     |
| 18 novembre | Portoroz Challenger 1996 Portorose, Slovenia Cemento indoor 35 000 $+H Singolare - Doppio      |           |           |             |                     |
| 18 novembre |                                                                                                |           |           |             |                     |
| 18 novembre | Challenger Britania Zavaleta 1996 Puebla, Messico Cemento 35 000 $+H Singolare - Doppio        |           |           |             |                     |
| 18 novembre |                                                                                                |           |           |             |                     |
| 25 novembre | Amarillo Challenger 1996 Amarillo, USA Cemento indoor 42 000 €+H Singolare - Doppio            |           |           |             |                     |
| 25 novembre | Amarillo Challenger 1996 Amarillo, USA Cemento indoor 42 000 €+H Singolare - Doppio            |           |           |             |                     |

### Dicembre
| Data       | Torneo                                                                                 | Vincitori | Finalisti | Semifinalii | Eliminati ai quarti |
| ---------- | -------------------------------------------------------------------------------------- | --------- | --------- | ----------- | ------------------- |
| 2 dicembre | Daytona Beach Challenger 1996 Daytona Beach, USA Cemento 50 000 $+H Singolare - Doppio |           |           |             |                     |
| 2 dicembre | Daytona Beach Challenger 1996 Daytona Beach, USA Cemento 50 000 $+H Singolare - Doppio |           |           |             |                     |
| 2 dicembre | Santiago Challenger 1996 Santiago, Cile Terra rossa 50 000 $+H Singolare - Doppio      |           |           |             |                     |
| 2 dicembre |                                                                                        |           |           |             |                     |
| 9 dicembre | Perth Challenger 1996 Perth, Australia Cemento 25 000 $+H Singolare - Doppio           |           |           |             |                     |
| 9 dicembre | Perth Challenger 1996 Perth, Australia Cemento 25 000 $+H Singolare - Doppio           |           |           |             |                     |